# Seghouane
Seghouane è un comune dell'Algeria, situato nella provincia di Médéa.